# 三城記 (2015年電影)
三城记是一部2015年上映的中港合拍战争爱情片，該電影由張婉婷执导，秦海璐、汤唯、刘青云等人主演。該影片改編自成龍父母真實的愛情故事，電影中一男一女於1930年代的中国抗日战争期間在芜湖相识，1940年代国共内战期間又彼此分居，最終兩人於1950年代在香港团聚。成龍本人在觀看電影後潸然淚下 。